# حسن أباد تنغ بيدكان
حسن‌ أباد تنغ بيدكان هي قرية في مقاطعة مباركة، إيران. عدد سكان هذه القرية هو 3,024 في سنة 2006.